# Humbert Clérissac
Humbert Clérissac (Roquemaure, 15 octobre 1864 - 16 novembre 1914), né Baptiste Placide Léopold, est un dominicain, proche de l'Action française : c'est sous son influence que Jacques Maritain se rapprocha de ce groupe, Clérissac devenant à partir de 1908 le directeur spirituel des Maritain. À partir de 1913, Maritain mit Clérissac en contact étroit avec l'officier et écrivain Ernest Psichari, qui finit par rentrer dans le tiers-ordre dominicain.
Clérissac fit ses études au collège jésuite d'Avignon, puis entra au noviciat de Sierre en Suisse, avant de terminer ses études à Rijckholt (Pays-Bas). Après la « dispersion » de l'ordre dominicain en 1903 (c'est-à-dire les lois anticléricales d'Émile Combes), il partit pour Londres où il espérait fonder une nouvelle branche dominicaine, projet qui échoua. Il prêchait souvent dans des retraites, en particulier à l'abbaye Saint-Pierre de Solesmes.
Malade, il meurt en 1914 et est enterré dans sa ville natale.

## Sources
- RP Clérissac, site de la mairie de Roquemaure
- « Clérissac », dans Jean Thomas, Pierres précieuses de l'Église de Nîmes : de la Révolution à la séparation de l'Église et de l'État (1789-1905), t. 2, Nîmes, Lacour, 1987 (ISBN 2-86971-014-3), p. 258.

- Ressources relatives à la religion :   - Dictionnaire biographique des frères prêcheurs
  - Dictionnaire de spiritualité
- Notices d'autorité :   - VIAF
  - ISNI
  - BnF (données)
  - IdRef
  - LCCN
  - GND
  - Italie
  - Belgique
  - Pays-Bas
  - Pologne
  - NUKAT
  - Vatican
  - Tchéquie